# 孔正植
孔 正植（コン・ジョンシク、朝鮮語: 공정식、1925年9月3日 - 2019年10月25日）は、大韓民国の海軍軍人（第6代海兵隊司令官）、実業家、政治家。第7代韓国国会議員。
本貫は曲阜孔氏。号は海耕（ヘギョン、해경/海耕）。キリスト教徒。

## 経歴
日本統治時代の慶尚南道密陽郡（現・密陽市）出身。馬山商業学校、海軍士官学校（第1期生）、アメリカ海兵上陸戦学校、海兵隊指揮参謀大学卒、国防大学院修了。1949年8月の夢金浦の戦いに参加した以降は、YMS 501・502副長・艇長、慶州艦艦長、連合参謀本部第1部次長、海兵教育団長、海兵鎮海基地補給整備団長、海兵隊第3戦闘団長、韓米海兵連合上陸旅団長、海兵第1旅団長、海兵第1上陸師団長、第6代海兵隊司令官（1966年）、海軍士官学校・海洋大学教授を歴任した。海兵中将として予備役に編入された後、東明商業高等学校を設立した。1967年の第7代総選挙では民主共和党の候補として密陽郡選挙区から国会議員に当選した。海兵隊戦略研究所理事長を経て、1973年以降は韓国バウエル興産会長、警海クラブ総裁、釜山貿易振興商社会長、国防政策諮問委員などを務めた。特に朝鮮戦争当時は仁川上陸作戦直後のトソル山の戦いで海兵隊の大隊長として活躍して、敵側の師団2個を殲滅した戦績を築き上げた。また、韓国軍の初の海外派遣戦闘部隊「青龍部隊」の創設者でもある。
2019年10月25日に死去。享年94。

## エピソード
ベトナム戦争当時、大統領の朴正煕に「海兵隊は命令さえ下れば、すぐに出動できる」と報告したことは韓国のベトナム出兵決定のきっかけだと言われる。
3人の息子も全員、海兵隊に入隊したことがある。

## 賞勲
保国勲章統一章、金星乙支武功勲章、金星忠武武功勲章、アメリカ指揮官功労勲章、アメリカ金星および銅星勲章、アメリカ司令官勲章、ベトナムキンカン勲章、中華民国雲摩勲章、タイ白象勲章